# Guatteria recurvisepala
Guatteria recurvisepala é uma espécie de magnólia. Foi descrito pela primeira vez por Robert Elias Fries .  Guatteria recurvisepala pertence ao gênero Guatteria, e família Annonaceae.
Este tipo de planta pode ser encontrado em:
- Brasil
- Peru
- Colômbia
- Venezuela

Não existe esse tipo listado.